# Membranproteiner
Membranproteiner är en stor grupp proteiner i cellmembranet och andra biologiska membran.
Det finns två former av membranproteiner: 
- integrala membranproteiner, som knyts permanent till cellen
- perifera membranproteiner, som temporärt knyts till cellen

Till membranproteiner räknas antigena proteiner, cellytereceptorer, transportproteiner, cellreceptorer för hormoner och läkemedel och vissa enzymer. De har många och viktiga funktioner i cellen: att binda till sig metaboliter och kofaktorer, att stöta bort slaggprodukter, och att upprätthålla jonbalansen.

## Membranproteinernas funktioner
Membranproteinerna har många olika funktioner, och dess olika funktioner är det som utgör skillnaderna mellan olika membran. Det finns en stor diversitet bland proteinerna, men de har sex huvudsakliga funktioner:
1. agera proteinpumpar i aktiv transport
en funktion är att vissa proteiner bidrar till att en substans förs från membranets ena sida till det andra genom att ändra form. Detta kräver ATP men inte en skillnad i koncentrationsnivåer mellan membranets båda sidor.
2. agera kanaler för passiv transport
de proteiner som utgör kanaler ger upphov till passager genom membranet där en substans passivt kan röra sig från ett område med hög koncentration till ett med låg koncentration.
3. kommunicera mellan celler
de proteiner som har en kolhydrat kopplad till sig vilka kan identifiera olika sorters celler.
4. utöka olika cellers förmåga att hålla fast vid varandra
proteiner kan haka fast i varandra för att skapa temporära eller ihållande kopplingar.
5. bidra till enzymatisk aktivitet
enzymer i membranen kan katalysera reaktioner, och när dessa utgör en rad av metaboliska reaktioner uppstår en metabolisk passage.
6. agera som hormonbindande områden
en del proteiner har specifika former som passar specifika hormoner vilket gör att ett meddelande vidarebefordras in i cellen.